# Virgin Atlantic Airways
Virgin Atlantic är ett brittiskt flygbolag, grundat 1984 av Sir Richard Branson. Flygbolaget flyger långdistans med Boeing 747-400,  Airbus A340, Boeing 787 Dreamliner, Airbus A330 och Airbus A350. Virgin Atlantic använder Gatwick flygplats som bas för flyg till traditionella semesterdestinationer som Västindien, Mauritius, Orlando och Las Vegas. Boeing 747:or används för alla Gatwickflyg och även Manchesterflyg. Från Manchester flyger Virgin Atlantic till Orlando (både non-stop och via Glasgow) och Karibien. Huvudbas för Virgin Atlantic är London-Heathrow flygplats där bolagets samtliga A340 hör hemma. Härifrån flyger bolaget reguljärt till bland annat New York, Los Angeles, Tokyo, Shanghai, Sydney, Hongkong, Johannesburg, Kapstaden och Nairobi. Bolaget har ett flertal flygplan på väg in i flottan. 10 st A330 för leverans under 2010-2011. Upp till 24 st Boeing 787 Dreamliner med leveransstart under 2012. Flygbolaget ska få Airbus A380-flygplan 2013.

## Historia
Delta Airlines ingick den 11 december 2012 i en överenskommelse med Singapore Airlines att överta deras 49 procent av aktierna i bolaget. Köpet ska vara klart i slutet av 2013. Redan den 3 juli 2013 startades ett code share samarbete mellan flygbolagen.

## Flotta
Virgin Atlantics flotta i december 2024